# Renzo Revoredo
Renzo Revoredo Zuazo (Lima, 11 maggio 1986) è un calciatore peruviano, difensore del Melgar, in prestito dallo Sporting Cristal, e della nazionale peruviana.

## Carriera

### Nazionale
Viene convocato per la Copa América Centenario negli Stati Uniti, in sostituzione dell'infortunato Miguel Araujo.

## Palmarès

### Club

#### Competizioni nazionali
- Campionato di Clausura: 1

Coronel Bolognesi Fútbol Club: 2007
- Campionato peruviano: 1

Universitario de Deportes: 2009